# Pinacoteca Agnelli

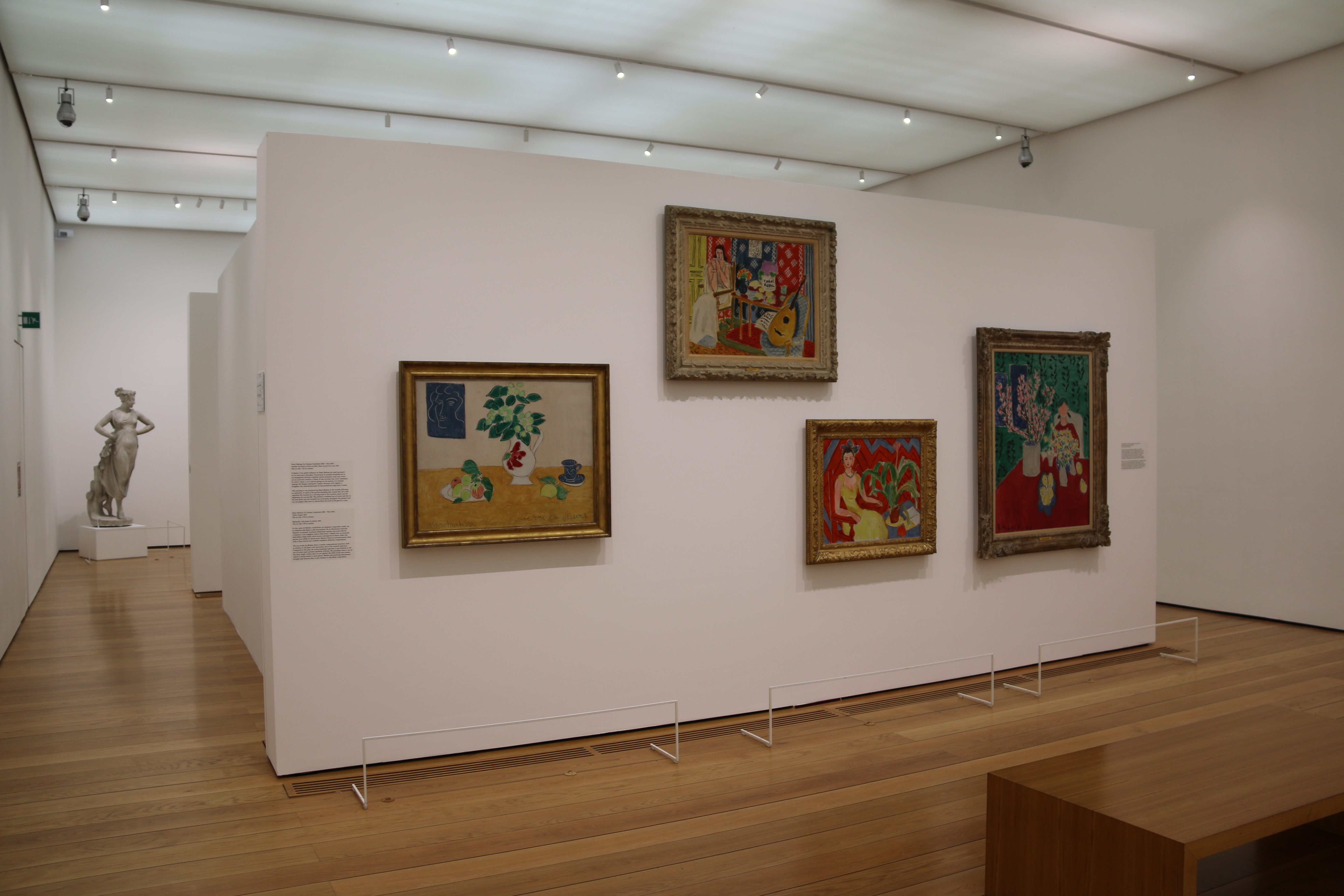
Pinacoteca Agnelli

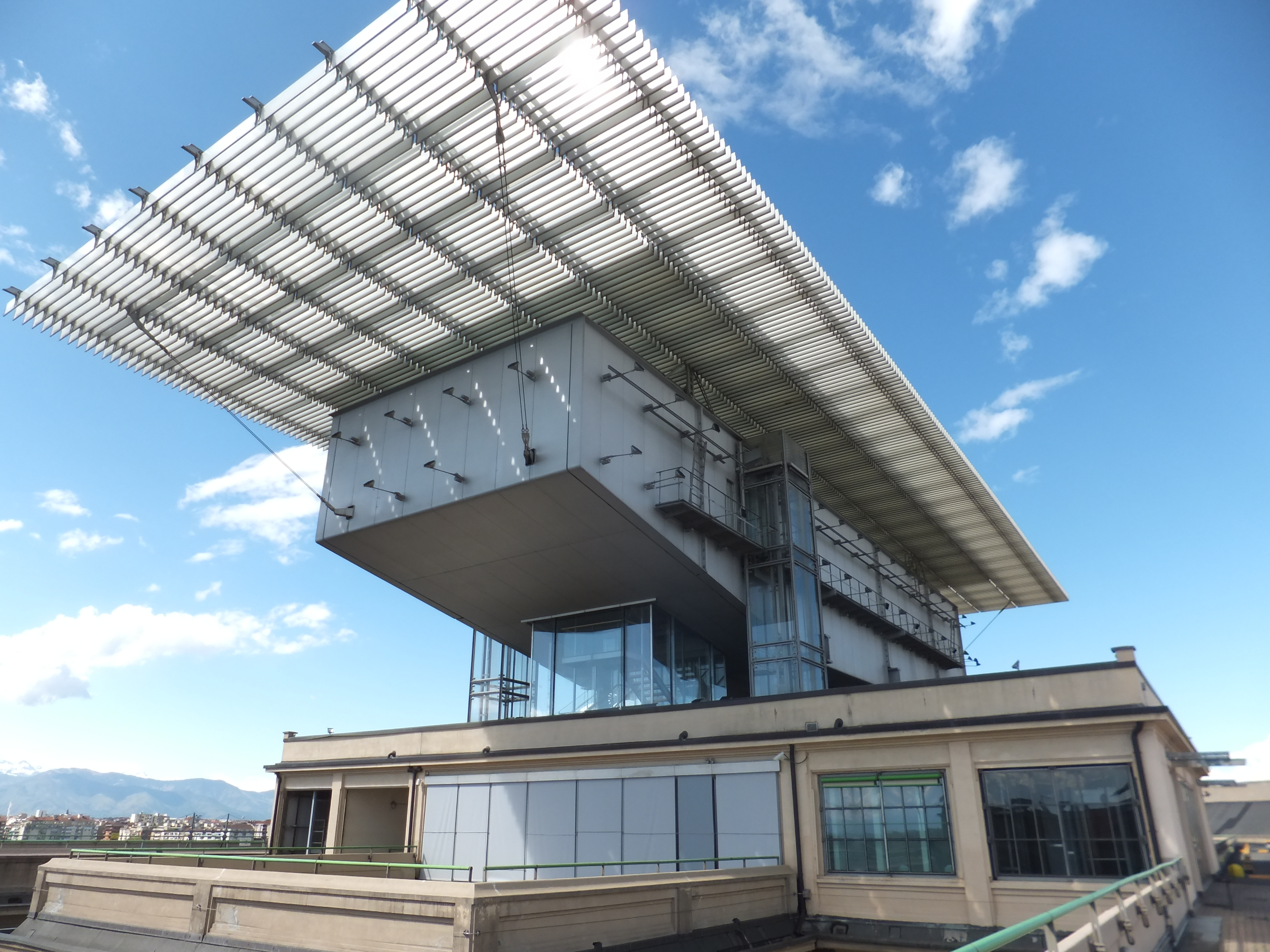
Pinacoteca Agnelli ontworpen door Renzo Piano

De Pinacoteca Agnelli, of voluit Pinacoteca Giovanni e Marella Agnelli, is een kunstmuseum in Turijn. De pinacotheek bevindt zich bovenop het Lingottogebouw (de vroegere FIAT-fabriek) en werd in 2002 geopend. Het 450 vierkante meter grote gebouw werd ontworpen door Renzo Piano. Het museum stelt enkele werken tentoon uit de privécollectie van FIAT-telgen Gianni en Marella Agnelli: onder andere La Négresse van Édouard Manet, werken van Pierre-Auguste Renoir, Henri Matisse, Canaletto, Giovanni Battista Tiepolo, Antonio Canova, Pablo Picasso en Amedeo Modigliani. 